# Blue River (Wisconsin)
Blue River és una població dels Estats Units a l'estat de Wisconsin. Segons el cens del 2000 tenia 429 habitants.

## Demografia
Segons el cens del 2000, Blue River tenia 429 habitants, 183 habitatges, i 116 famílies. La densitat de població era de 223,8 habitants per km².
Dels 183 habitatges en un 30,1% hi vivien nens de menys de 18 anys, en un 49,7% hi vivien parelles casades, en un 9,3% dones solteres, i en un 36,1% no eren unitats familiars. En el 33,3% dels habitatges hi vivien persones soles el 18% de les quals corresponia a persones de 65 anys o més que vivien soles. El nombre mitjà de persones vivint en cada habitatge era de 2,34 i el nombre mitjà de persones que vivien en cada família era de 2,97.
Per edats la població es repartia de la següent manera: un 24,9% tenia menys de 18 anys, un 9,6% entre 18 i 24, un 26,3% entre 25 i 44, un 23,1% de 45 a 60 i un 16,1% 65 anys o més.
L'edat mediana era de 38 anys. Per cada 100 dones de 18 o més anys hi havia 100 homes.
La renda mediana per habitatge era de 34.250 $ i la renda mediana per família de 41.806 $. Els homes tenien una renda mediana de 30.515 $ mentre que les dones 20.625 $. La renda per capita de la població era de 16.548 $. Aproximadament el 3,5% de les famílies i el 8,6% de la població estaven per davall del llindar de pobresa.

## Poblacions més properes
El següent diagrama mostra les poblacions més properes.